# Juridisch humanisme
Het juridisch humanisme was een vroegmoderne stroming van rechtsgeleerden die braken met de laatmiddeleeuwse commentatoren door het Corpus Iuris Civilis weer op eigen waarde te schatten en het Romeinse recht kritisch en systematisch te bestuderen. De bartolische glossen, waarmee uit antieke elementen een nieuwe rechtspraktijk was opgebouwd, werden overboord gegooid en het klassiek Latijn verving de middeleeuwse variant. De school, die in de breedste zin bestond van de 15e tot de 18e eeuw, gebruikte een vroege historisch-kritische methode en wordt zelfs gezien als het begin van de moderne historiografie.

## Geschiedenis
De grondleggers van het juridisch humanisme waren Andrea Alciato, Guillaume Budé en Ullrich Zäsi (1461-1535). Alciato vestigde zich in 1529 aan de Universiteit van Bourges en was er zo invloedrijk dat de rechtshumanistische stroming bekend kwam te staan als mos gallicus (de Gallische wijze, in tegenstelling tot het Italiaanse mos italicus). Hij verliet het idee dat uit het Corpus Iuris Civilis werkbare regels voor contemporaine problemen moesten worden gedistilleerd, en probeerde terug te keren naar de oorspronkelijke Justiniaanse tekst door hem te zuiveren van toevoegingen door glossatoren en commentatoren. Op het vlak van teksteditie had dit tot gevolg dat hij de 11e-eeuwse littera bononiensis verwierp voor de 6e-eeuwse littera florentina. Griekse bronnen werden weer in het origineel gebruikt. De exegese van de scholastiek moest plaats ruimen voor meer abstractie en systematiek.
In de Nederlanden was Viglius van Aytta misschien de eerste vertegenwoordiger van het juridisch humanisme, al bleef hij als staatsman steeds pragmatisch. Andere voorlopers waren de Brugse advocaat Jacobus Curtius en Nicolaas Everaerts. Een sterker aanwijsbare invloed ging uit van Gabriël Mudaeus, die studeerde bij Alciato in Bourges en diens filologisch-historische methode aan de Leuvense rechtsfaculteit introduceerde. Hij leidde er Elbertus Leoninus, Johannes Wamesius, Joachim Hoppers, Jean Vendeville en Petrus Peckius op, naast vele anderen. Vanwege Mudaeus' aandacht voor de praktijk van de costumiere redactie, wordt soms gezegd dat hij een middenweg bewandelde. In Frankrijk deed Charles Dumoulin iets gelijkaardigs: met de nieuwe methoden en in het Latijn verdedigde hij het gewoonterecht tegen aanvallen vanuit het geleerde ius commune.
Na het voorbereidende werk van de pioniers, dat voor een groot deel historisch-kritisch was, richtte de volgende generatie zich meer op het inhoudelijk-juridische. Ze bereikte een hoogtepunt in Bourges met Jacques Cujas, François Hotman en Hugues Doneau. Cujas was een tekstcriticus die op zoek ging naar de geest van het recht. Hotman bestreed het middeleeuwse idee dat het Romeins recht tijdloos en universeel was en tastte zo de autoriteit ervan aan. Volgens hem had het Corpus Iuris geen actuele relevantie en was het bestuderen ervan vooral waardevol om de Romeinse maatschappij te doorgronden. Doneau was een systematicus die zich toelegde op het zoeken naar basisprincipes en het aanbrengen van structuur. Hun benadering was eerder abstract dan casuïstisch. De Bartholomeusnacht bracht in 1572 een slag toe aan de bloei van Bourges, aangezien de meeste professoren protestants waren. Door emigratie raakte hun gedachtegoed over Europa verspreid, wat niet verhinderde dat het juridisch humanisme ook in Frankrijk tot het midden van de 17e eeuw levendig bleef.
Het volgende grote centrum van juridisch humanisme was de Universiteit van Salamanca, met rechtsgeleerden als Francisco Ramos del Manzano (1604-1683), Juan Suárez de Mendoza († 1681) en José Fernández de Retes (1620-1678). Hoewel Doneau al naar Leiden was getrokken, kwam het juridisch humanisme in de Republiek der Verenigde Nederlanden pas tegen het einde van de 17e eeuw op gang met Gerard Noodt. De Nederlandse Elegante School bereikte in de volgende decennia groot aanzien.

## Debat over de oorsprong van het leenstelsel
Een groot constitutioneel debat onder juridisch humanisten, aangezwengeld door de Libri feudorum, betrof het leenwezen en waar dat vandaan kwam. Italiaanse rechtsgeleerden voerden het terug op een Romeinse oorsprong, maar in Frankrijk zag men de Frankische verovering van Gallië als het beginpunt. Ver van een puur academische kwestie, was dit een ideologische legitimering van het Franse koningschap tegen keizer en paus. Ook binnen de 'Germanistische' these waren er meningsverschillen, bijvoorbeeld tussen Boulainviliers en Dubos over de omgang tussen Frankische krijgers en Gallische inwoners. Ook deze intellectuele oefening kon niet los worden gezien van de eigentijdse spanning tussen adel en gewone burgers. Evenmin ontging het iemand dat, wanneer Mably de deliberatieve vergaderingen van de Franken voor het voetlicht haalde, dit argumenten kon bieden voor een modern republicanisme. Een centraal thema in het debat was de verstrengeling van private eigendom en publieke macht die het leenwezen had gecreëerd, en de plaats daarin van vorstelijke soevereiniteit en absolutisme. In het bijzonder Charles Dumoulin, Jean Bodin en Charles Loyseau leverden hierin vernieuwende inzichten.

## Voetnoten
1. ↑  J.G.A. Pocock, "The Origins of the Study of the Past" in: Comparative Studies in Society and History, 1962, nr. 2, p. 209-246
2. ↑  Serge Dauchy, "French Law and its Expansion in the Early Modern Period" in: The Oxford Handbook of European Legal History, eds. Heikki Pihlajamäki, Markus D. Dubber en Mark Godfrey, 2018. DOI:10.1093/oxfordhb/9780198785521.013.32
3. ↑  Rafe Blaufarb, The Great Demarcation. The French Revolution and the Invention of Modern Property, 2019, p. 16-18